# 大分県道37号佐伯蒲江線
大分県道37号佐伯蒲江線（おおいたけんどう37ごう さいきかまえせん）は、大分県佐伯市を通る県道（主要地方道）である。

## 概要
新佐伯大橋南詰で国道388号と分岐し、山間部を通り旧南海部郡蒲江町の大字蒲江浦で再び国道388号に合流する道路である。海岸線に沿ってカーブが続く国道388号と起終点間の所要時間を比較するとこの道路のほうが短く、道路改良も近年は進んでいるため、佐伯市中心部と旧蒲江町中心部を結ぶ道路として重要な路線である。

### 路線データ
- 起点：佐伯市大字池田（蛇崎交差点、国道388号交点）
- 終点：佐伯市蒲江大字蒲江浦（国道388号交点）

## 歴史
- 1993年（平成5年）5月11日 - 建設省から、県道佐伯蒲江線が佐伯蒲江線として主要地方道に指定される[1]。

## 路線状況

### 道路施設

#### トンネル
- 池田トンネル：延長70 m、1971年（昭和46年）竣工、佐伯市
- 青山トンネル：延長127 m、2007年（平成19年）竣工、佐伯市
- 山谷トンネル：延長200 m、2004年（平成16年）竣工、佐伯市
- 轟トンネル ：延長538.4 m、1988年（昭和63年）竣工、佐伯市

#### 道の駅
- かまえ（佐伯市）

## 地理

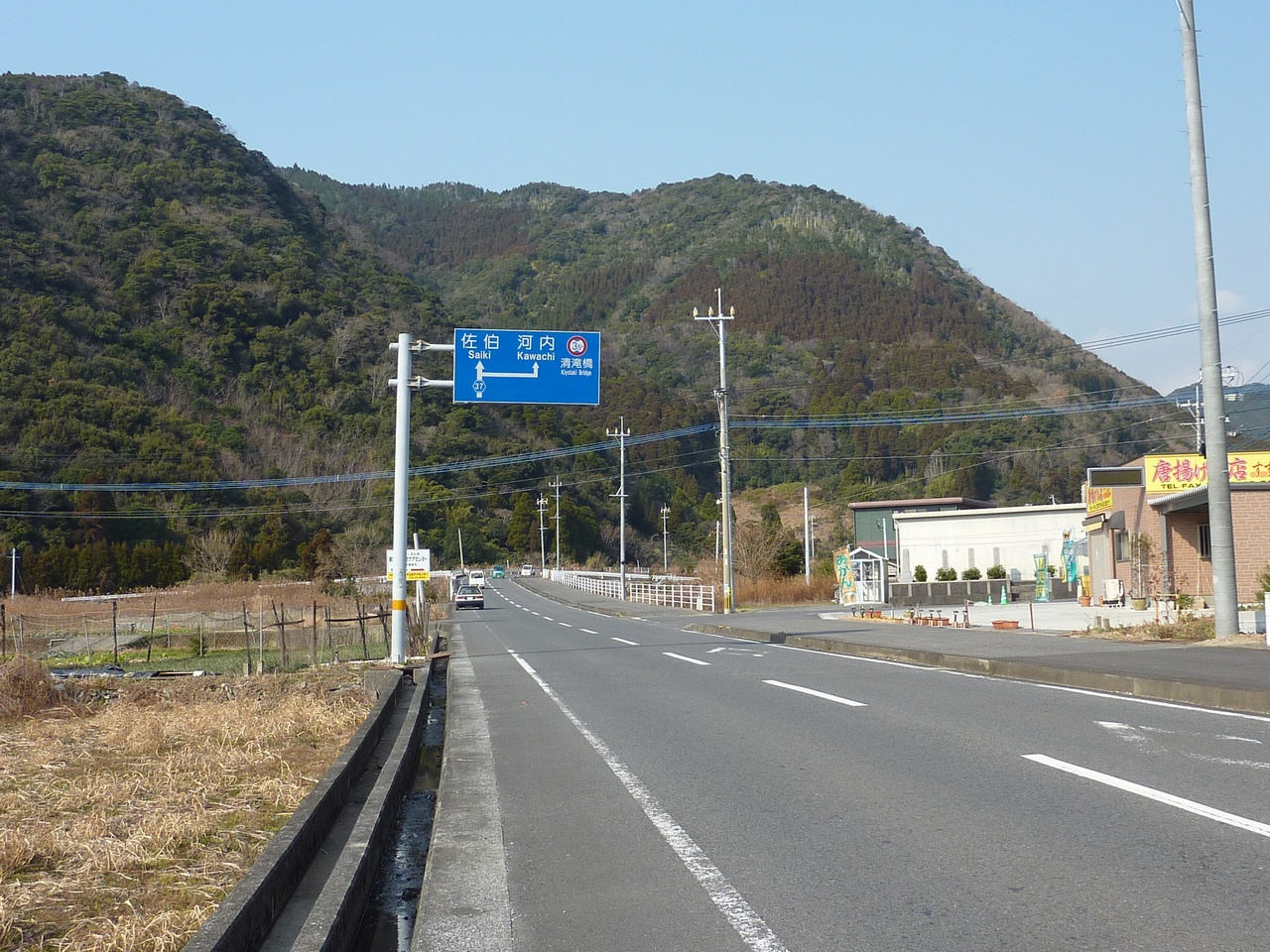
蒲江から佐伯方面

### 通過する自治体
- 佐伯市

### 交差する道路
| 交差する道路                | 交差する場所   | 交差する場所           |
| --------------------------- | -------------- | ---------------------- |
| 国道388号                   | 大字池田       | 蛇崎交差点 / 起点      |
| 大分県道603号赤木吹原佐伯線 | 下城           | 上堅田小学校入口交差点 |
| 大分県道607号長良木立線     | 大字堅田       |                        |
| 国道388号                   | 蒲江大字蒲江浦 | 終点                   |

### 沿線
- 佐伯市総合運動公園
- 佐伯市蒲江地区公民館
- 佐伯市蒲江振興局
- 蒲江漁港（屋形島・深島方面への連絡船あり）